# Wrigley Company
La William Wrigley Jr. Company fu fondata da William Wrigley Jr il 1º aprile 1891, originariamente per vendere prodotti come il sapone e il lievito in polvere. Dal 1892 iniziò la produzione di gomme da masticare, originariamente vendute in confezioni contenenti sia le gomme che il lievito. In seguito il business della compagnia si è spostato sulla vendita delle gomme da masticare, diventate nel tempo più popolari del lievito. Nel 2008 la società fu acquistata da Mars per 23 miliardi di dollari.
Durante la carica al Senato di Mark Kirk, le gomme da masticare Wrigley furono distribuite al Senato assieme ad altri dolciumi conservati nella cosiddetta Candy Desk, una tradizione iniziata anni prima dal senatore George Murphy di tenere all'interno della sua scrivania dolciumi da offrire ai colleghi senatori.

## Innovazioni
Nel 1974 un supermercato Marsh, nell'Ohio, installò il primo apparecchio per la lettura dei prezzi utilizzando il codice a barre. Il primo prodotto ad essere letto fu una confezione di Wrigley's Juicy Fruit gum, attualmente nel Smithsonian Institution's National Museum of American History.